# V-2 Schneider
V-2 Schneider è un brano musicale, principalmente strumentale, composto da David Bowie e incluso nell'album "Heroes" del 1977.
Il pezzo venne anche pubblicato sul lato B del singolo "Heroes" nel settembre 1977. Apparve anche nelle versioni in lingua tedesca e francese del singolo, in un maxi-single a quattro tracce australiano contenente tutte e tre le versioni di "Heroes", e nell'album della colonna sonora del film Christiane F. - Noi, i ragazzi dello zoo di Berlino.

## Il brano
Si tratta di un "omaggio" a Florian Schneider,, co-fondatore del gruppo musicale Kraftwerk considerato da Bowie una delle sue più significative influenze all'epoca. Il titolo del brano è inoltre un sinistro riferimento ai razzi V2, i primi missili balistici, sviluppati dai nazisti durante la seconda guerra mondiale.
Le uniche parole pronunciate nel brano sono quelle del titolo stesso, inizialmente distorte con un effetto phasing. Musicalmente, la traccia è inusuale per i canoni esecutivi di Bowie al sassofono, iniziando sulla nota errata, ma continuando ugualmente imperterrita.
V-2 Schneider ebbe considerevole visibilità venendo pubblicata anche su singolo come B-side del singolo "Heroes", prima dell'uscita dell'album stesso, ma non venne eseguita nei concerti del successivo tour del 1978, e per la prima versione dal vivo si dovettero aspettare 20 anni.

## Esecuzioni dal vivo
Una versione live del brano fu registrata presso il centro Paradiso di Amsterdam, nel giugno 1997; detta versione venne pubblicata sulla B-side del singolo Pallas Athena nell'agosto 1997, con il titolo Tao Jones Index. Questa versione è stata inoltre resa disponibile nel bonus disc della Digibook Expanded Edition dell'album Earthling.

## Cover
- Philip Glass ne ha eseguita una cover nell'album Symphony No. 4 Heroes del 1996.
- I Mandarins Drum and Bugle Corps ne hanno inserita una reinterpretazione nel 2000 nel loro repertorio.